# Hypoluxo
Hypoluxo – miasto w Stanach Zjednoczonych, w stanie Floryda, w hrabstwie Palm Beach.